# Ellen Church
Ellen Church (Cresco, Iowa, 22 de septiembre de 1904-Terre Haute, Indiana, 22 de agosto de 1965) es considerada la primera Tripulante de Cabina de Pasajeros (TCP) del mundo, al lograr el primer puesto de trabajo conocido como tal el 15 de mayo del 1930 con la compañía Boeing Air Transport (predecesora de United Airlines).
Nació en una granja cerca de Iowa. Apasionada de la aviación, había tomado clases como piloto, y con la esperanza de llegar algún día a ejercer, se dirigió a Steve Stimpson de la Boeing Air Transport (BAT), en busca de trabajo. Stimpson, que regresaba de un largo viaje en avión, se había percatado de la necesidad de personal en cabina, y acababa de persuadir a sus superiores para contratar a tres cabin boys cuando recibió la visita de Church el 23 de febrero de 1930. Tras varias reuniones entre Stimpson y Church, sugirieron a la dirección de la empresa que las enfermeras podrían ser la tripulación de cabina más idónea, ya que en caso de incapacitación de un piloto, ellas podrían prestar las atenciones médicas más apropiadas, así como la mejor asistencia a los pasajeros en caso de mareo o miedo a volar. La Boeing, que entonces no sólo era fabricante de aviones sino también compañía aérea, en principio dudó de la propuesta, pues la mujer, según prescripción médica, no era apta para volar regularmente debido a sus alteraciones hormonales derivadas de la menstruación, pero tras considerar los argumentos decidió contratar a ocho enfermeras (The Original Eight o The Sky Girls) por un período experimental de tres meses, entre ellas la misma Ellen.
Las nuevas asistentes de vuelo, que acabarían llamándose stewardesses, pronto se convertirían en parte integral de la industria aeronáutica, superando un estricto proceso de selección: enfermeras cualificadas, solteras, menores de 25 años, peso máximo de 52 kg y estatura máxima de 1,60 metros. Cobraban 150 dólares por 100 horas de vuelo al mes.
Church se convirtió en la primera azafata en volar (aunque no en la primera sobre cargo, ya que el alemán Heinrich Kubis la había precedido en 1912). El 15 de mayo de 1930 abordó un trimotor Boeing 80A para un vuelo de 20 horas Oakland / San Francisco / Chicago con 13 escalas y 14 pasajeros. Según una fuente, el piloto fue otro pionero de la aviación, Elrey Borge Jeppesen.
Ellen dejó de volar después de 18 meses a causa de un accidente de coche y se dedicó a la enseñanza de enfermería en la Universidad de Minnesota. Durante la Segunda Guerra Mundial volvió a volar (1942) como capitán en la "Army Nurse Corps Air Evacuation Service", recibiendo la "Medalla del Aire" por sus servicios en el norte de África, Sicilia, Inglaterra y Francia.
Fue directora de enfermería del Terre Haute Union Hospital (Indiana) y se casó con Leonard B. Marshall Sr., director del Terre Haute First National Bank, en 1964.
Murió el 22 de agosto de 1965 en una caída mientras montaba a caballo. El aeropuerto de Cresco se llama Ellen Church Field en su honor.

## Reconocimientos

### Día Internacional del Tripulante de Cabina
En su honor, cada 31 de mayo se celebra el Día Internacional del Tripulante de Cabina.